# Дмитрий Лихтарович
Дмитрий Лихтарович (на беларуски: Дзмітрый Яўгенавiч Лiхтаровiч) е бивш беларуски футболист, играл като опорен полузащитник. Дългогодишен капитан на отбора на БАТЕ Борисов. Майстор на спорта на Беларус от международна класа. Има изиграни 651 мача във всички турнири, като само Александър Юревич и Александър Хлеб имат повече в беларуския футбол. Рекордьор по мачове за БАТЕ с 427 изиграни двубоя.

## Клубна кариера
Започва кариерата си в детско-юношеската школа на Днепър (Могильов), а през 1994 г. дебютира за първия тим. През 1998 става шампион на страната с Днепър. В следващите сезони Днепър обаче е предимно в средата на таблицата. През 2002 г. полузащитникът става част от БАТЕ Борисов. Лихтарович е с основен принос за спечелването на шампионската титла същият сезон, а в края на кампанията е избран за най-добър футболист в шампионата. С надеждните си представяния допринася за развитието на БАТЕ и превръщането на отбора в хегемон на местната сцена. През 2008/09 БАТЕ става първият беларуски отбор с участие в групите на Шампионската лига. На 1 октомври 2009 г. вкарва първия гол за беларуски отбор в Лига Европа, поразявайки вратата на английския Евертън. Същата година е избран за най-добър полузащитник в местния шампионат.
В състава на БАТЕ Борисов има спечелени 11 титли на Беларус, 3 Купи на страната и 5 Суперкупи. Играе 4 сезона в груповия етап на Шампионската лига и още два в Лига Европа.
От 2016 г. е треньор на дублиращия отбор на БАТЕ.

## Национален отбор
Има мачове за юношеските национални отбори на Беларус до 16 и 18-годишна възраст. В периода 1998-1999 е младежки национал на страната, като записва 11 мача. През 2001 г. записва два неофициални мача за националния отбор на Беларус в контроли с Азербайджан и Узбекистан.
На 7 февруари 2007 г. записва единствения си официален мач за националния тим, влизайки като резерва при равенството 2:2 срещу тима на Иран в приятелски мач.